# 津軽建広
津軽 建広（つがる たけひろ）は、安土桃山時代から江戸時代前期にかけての武士、医師。

## 生涯
三河国の外科医、大河内江三の次男として誕生。江春と名乗り、相模国の戦国大名北条氏政の下で外科医を務めた。
天正18年（1590年）の小田原征伐で後北条氏が滅亡すると浪人となる。後に津軽為信に仕え、慶長4年（1599年）には為信の長女富子を娶り、津軽家の婿養子となる。慶長6年（1601年）、大光寺城（1万石）の城代となる。
慶長12年（1607年）、津軽為信の長男・信建が死去すると、その弟・信枚が家督を継いだ。建広は信建の嫡男・熊千代が家督を継ぐことを主張し、江戸へ上るとかねてより親交のあった本多正信を通じて幕府へ直訴した。訴状は正信に受け入れられ、熊千代の相続が決定するかと思われたが、安藤直次がこれに反対した。
幕閣の裁定としては安藤直次の主張が容れられ、慶長14年（1609年）に信枚の藩主相続が正式に幕府から認められた。それを受け、信枚は藩内の熊千代派の粛清を行った。信建の腹心であった金信則は領地召し上げの上切腹、建広は追放処分となったが、建広の居城引渡しを巡って家臣が大光寺城に籠城する。信枚家臣の高坂蔵人の活躍などにより、村市館の一戸兵庫之助らと共に騒動は鎮圧された。これを津軽騒動と言う。
建広は後に上京して、江戸幕府の医官（御典医）となった。
以上の経歴がありながら、大河内姓には復さずに以降も津軽氏を名乗り、長男・建次は徳川秀忠（当時は大御所）に拝謁。次男・建義も3代将軍・徳川家光に拝謁するなど、津軽氏一門の一家としての名跡を認められており、『寛政重修諸家譜』にも津軽藩本家、黒石支藩とは別に、津軽氏として記載がある。